# Nick Langworthy
Nicholas A. Langworthy, detto Nick (Jamestown, 27 febbraio 1981), è un politico statunitense, membro della Camera dei Rappresentanti per lo stato di New York dal 2023.

## Biografia
Originario di Jamestown, Langworthy si laureò in scienze politiche. Dopo un tirocinio nell'ufficio di George Pataki, venne assunto nello staff del deputato Thomas M. Reynolds. In questo frangente conobbe la sua futura moglie Erin, anche lei collaboratrice di Reynolds. Successivamente al pensionamento di Reynolds, Langworthy gestì la campagna elettorale di Chris Lee, che riuscì ad essere eletto deputato. Fondò inoltre una società di sondaggi, la Liberty Opinion Research.
Nel 2010 venne eletto presidente del Partito Repubblicano della contea di Erie. Nel 2016 fu collaboratore del team di transizione dell'allora Presidente eletto Donald Trump.
Nel 2018 si candidò alla presidenza del Partito Repubblicano dello stato di New York, sfidando il presidente in carica Edward F. Cox, genero di Richard Nixon. Quando Cox si ritirò dalla competizione, Langworthy venne nominato presidente, divenendo la persona più giovane della storia a rivestire tale carica.
Nel 2022, Langworthy si candidò alla Camera dei Rappresentanti per un distretto congressuale riconfigurato, in cui il deputato Chris Jacobs si era ritirato. Sconfisse nelle primarie Carl Paladino e, successivamente, nelle elezioni generali il democratico Max Della Pia, divenendo così deputato.